# Torre lanciadadi

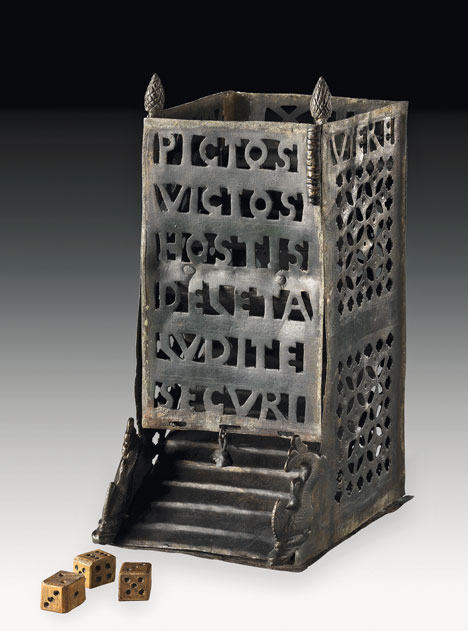
La torre lanciadadi di Vettweiss-Froitzheim, datata al IV secolo d.C.

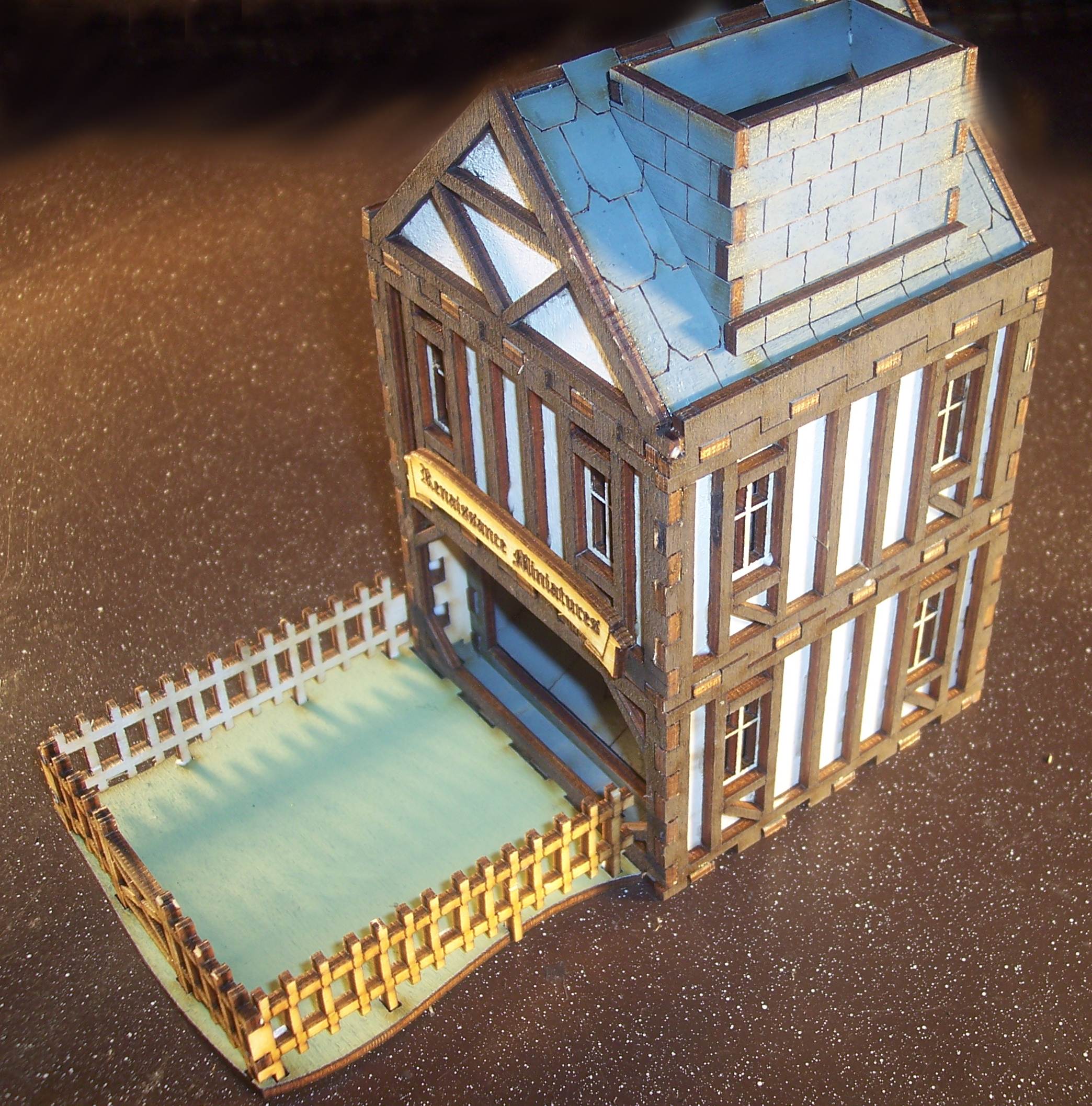
Una torre lanciadadi, fatta in modo da avere l'aspetto di una casa medievale in scala 28mm

Una torre lanciadadi è un oggetto usato per lanciare dadi casualmente. I dadi sono fatti cadere nella parte superiore della torre e rimbalzano sulle numerose piattaforme nascoste al suo interno prima di uscirne dalla parte anteriore. Le torri lanciadadi eliminano alcuni metodi per barare che possono essere usati quando i dadi vengono lanciati a mano. Ci sono molti generi di torri che variano per costruzione e design.

## Storia
Le torri lanciadadi sono state utilizzate almeno dal IV secolo, con lo scopo di assicurare la casualità nel risultato del lancio dei dadi. Quella di Vettweiss-Froitzheim è un esemplare superstite di torre lanciadadi risalente appunto al quarto secolo. Usata dai Romani in Germania, ha essenzialmente la stessa struttura degli esempi moderni, con piattaforme interne che costringono i dadi ad una rotazione più casuale.

## Costruzione
Le torri lanciadadi possono essere costruite abbastanza facilmente. Fra i componenti principali di una torre lanciadadi sono inclusi:
- la torre stessa, un alto prisma rettangolare cavo con sporgenze lungo le sue facce interne per far rotolare i dadi in modo da ottenere un risultato casuale.
- una rampa sul fondo che fa uscire i dadi dall'interno della torre.
- un piccolo vassoio nel quale i dadi si fermano, di solito contornato da un piccolo bordo rialzato che impedisce ai dadi di disperdersi sul tavolo.

## Utilizzo

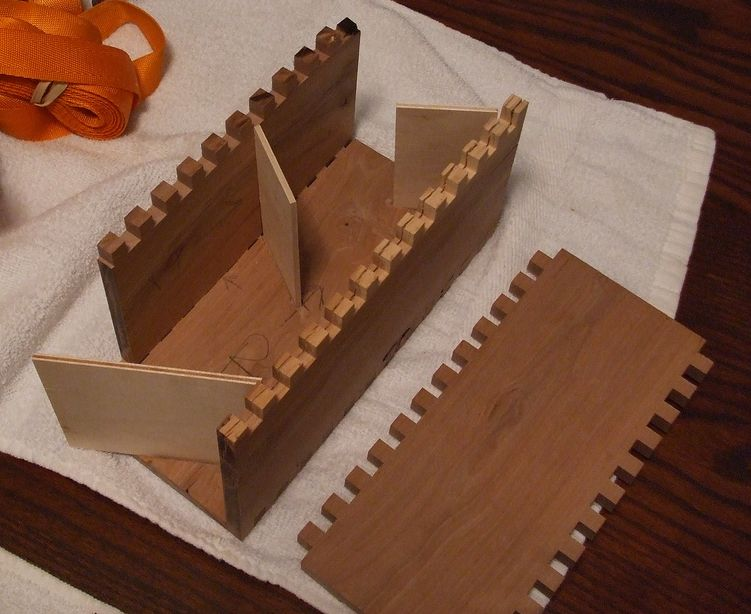
Interno di una torre lanciadadi. Sono visibili le rampe che costringono i dadi a rotolare mentre cadono attraverso la torre.

I dadi sono fatti cadere nella parte superiore della torre e rimbalzano su numerose rampe interne prima di uscire da un'apertura alla base della torre. Alcune torri lanciadadi includono un'area delimitata dove far fermare i dadi per evitare che si sparpaglino sul tavolo.
Nei tornei di backgammon le torri lanciadadi sono usate spesso per impedire ai giocatori di influenzare intenzionalmente il tiro, assicurandone l'imparzialità.